# Jurij Jelczenko
Jurij Nykyforowycz Jelczenko (ukr. Юрій Никифорович Єльченко; ros. Юрий Никифорович Ельченко, ur. 23 lipca 1929 w Kaharłyku) – radziecki polityk i działacz partyjny.

## Życiorys
W 1952 ukończył Kijowski Instytut Politechniczny, od 1953 członek KPZR, w latach 1958–1960 sekretarz i II sekretarz, a w latach 1960–1968 I sekretarz KC Komsomołu Ukrainy. Między 1968 a 1969 inspektor KC KPU, od 1969 do 20 listopada 1971 II sekretarz Komitetu Obwodowego KPU we Lwowie, w latach 1971–1973 minister kultury Ukraińskiej SRR, w latach 1973–1980 kierownik Wydziału Propagandy i Agitacji KC KPU. W latach 1980–1987 I sekretarz Komitetu Miejskiego KPU w Kijowie, między 1987 a 1990 sekretarz KC KPU, również w latach 1981–1990 członek KC KPZR. Deputowany do Rady Najwyższej ZSRR XI kadencji, deputowany ludowy ZSRR.